# Il Prescelto (serie televisiva)
Il Prescelto (O Escolhido) è una serie televisiva brasiliana diretta da Michel Tikhomiroff e basata sul telefilm messicano Niño Santo. 
La prima stagione è stata distribuita il 28 giugno 2019 su Netflix, in tutti i paesi in cui il servizio è disponibile. La seconda stagione è stata diffusa il 6 dicembre 2019.

## Trama
La serie segue le storie di tre giovani medici, che si recano in un villaggio nel Pantanal per vaccinare i loro abitanti contro una nuova mutazione del virus Zika. Finiscono intrappolati in questa comunità piena di segreti e i cui residenti sono devoti a un misterioso leader, che ha il dono di curare le malattie in modo soprannaturale.

## Episodi
| Stagione         | Episodi | Pubblicazione Brasile | Pubblicazione Italia |
| ---------------- | ------- | --------------------- | -------------------- |
| Prima stagione   | 6       | 2019                  | 2019                 |
| Seconda stagione | 6       | 2019                  | 2019                 |

## Produzione

### Sviluppo
La serie è stata annunciata ufficialmente il 20 luglio 2018. Netflix ha comunicato che la serie si sarebbe ispirata al telefilm messicano Ninõ Santo, creato da Pedro Peirano e Mauricio Katz e basato sull'idea originale di Pablo Cruz. La versione brasiliana è stata adattata dalla coppia di scrittori Raphael Draccon e Carolina Munhóz.

### Riprese
La produzione della prima stagione è iniziata il 22 settembre 2018 nella città di Porto Nacional, nello stato di Tocantis. Il 9 ottobre 2018, la produzione si è trasferita a Natividade, dove sono state girate diverse scene in alcuni dei principali siti turistici della città.

## Promozione
Il 17 maggio 2019, è stato rilasciato il teaser della serie.